# Arthur Leonard Schawlow
Arthur Leonard Schawlow (5 mai 1921 - 28 avril 1999) est un physicien américain. Il est colauréat avec Nicolaas Bloembergen de la moitié du prix Nobel de physique de 1981 pour la spectroscopie laser.

## Biographie
Schawlow naît à Mount Vernon dans le comté de Westchester, New York, sa mère est canadienne tandis que son père est un immigré letton. La famille déménage à Toronto alors qu'il a trois ans.
À 16 ans il entre à l'université de Toronto. Ses études sont interrompues par la Seconde Guerre mondiale. Il retourne à Toronto en 1945 pour commencer son Ph.D. sous la direction de Malcolm Crawford. Il effectue ses recherches postdoctorales à l'université Columbia en 1949.
En 1951 il se marie avec Aurelia Townes, plus jeune sœur de Charles Townes, ils ont trois enfants, l'un d'eux est autiste. Schawlow et Robert Hofstadter, qui lui aussi a un enfant autiste, s'aident mutuellement pour trouver des solutions, plus tard Hofstadter et Schawlow montent une institution s'occupant d'autistes à Paradise, cette institution sera renommée Arthur Schawlow Center en 1999 peu avant sa mort. Schawlow a été un des promoteurs d'une thérapie controversée pour le traitement des autistes, la communication facilitée. Son épouse est décédée en 1991 à 67 ans.
Schawlow est le coauteur de Microwave Spectroscopy (1955) avec Charles Townes. Il accepte un poste aux laboratoires Bell en 1951 et le quitte en 1961 pour entrer à l'université Stanford comme professeur, poste qu'il occupe jusqu'à sa retraite en 1996.
En 1991 la NEC Corporation a établi un prix, le Arthur L. Schawlow Prize in Laser Science qui récompense annuellement « les candidats qui ont effectué une contribution exceptionnelle à la recherche fondamentale utilisant des lasers ». Ce prix est distribué chaque année par l'American Physical Society.

## Recherches
Bien que ses recherches se concentrent en optique, particulièrement sur les lasers et leurs utilisations en spectroscopie, il travaille aussi dans le domaine de la supraconductivité et la résonance magnétique nucléaire.
Schawlow et Nicolaas Bloembergen sont colauréats d'une moitié du prix Nobel de physique de 1981 (l'autre moitié a été remise à Kai Siegbahn) « pour leurs contributions au développement de la spectroscopie laser ».